# Concours d’Elegance

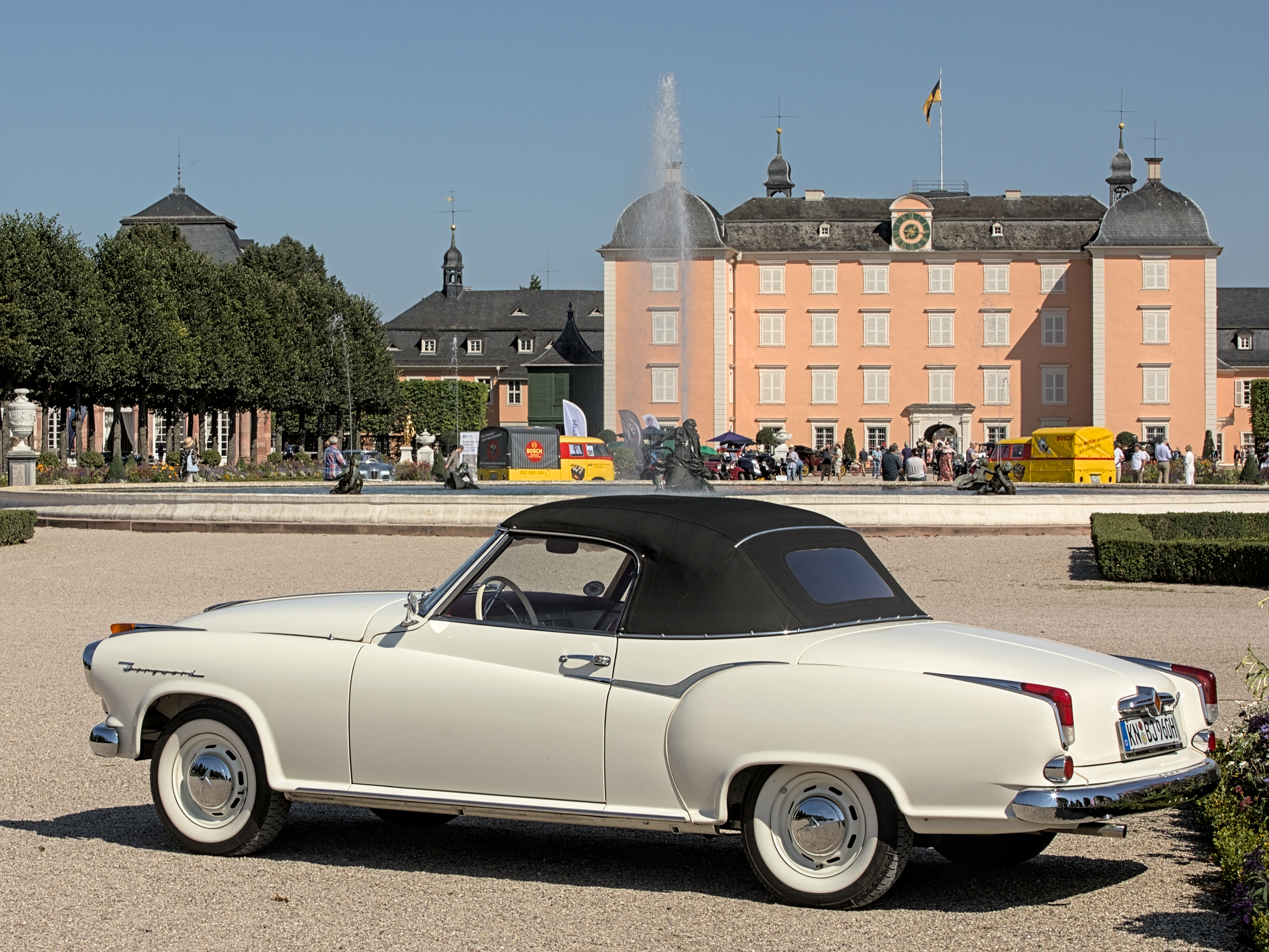
Impression der Classic-Gala Schwetzingen (2021)

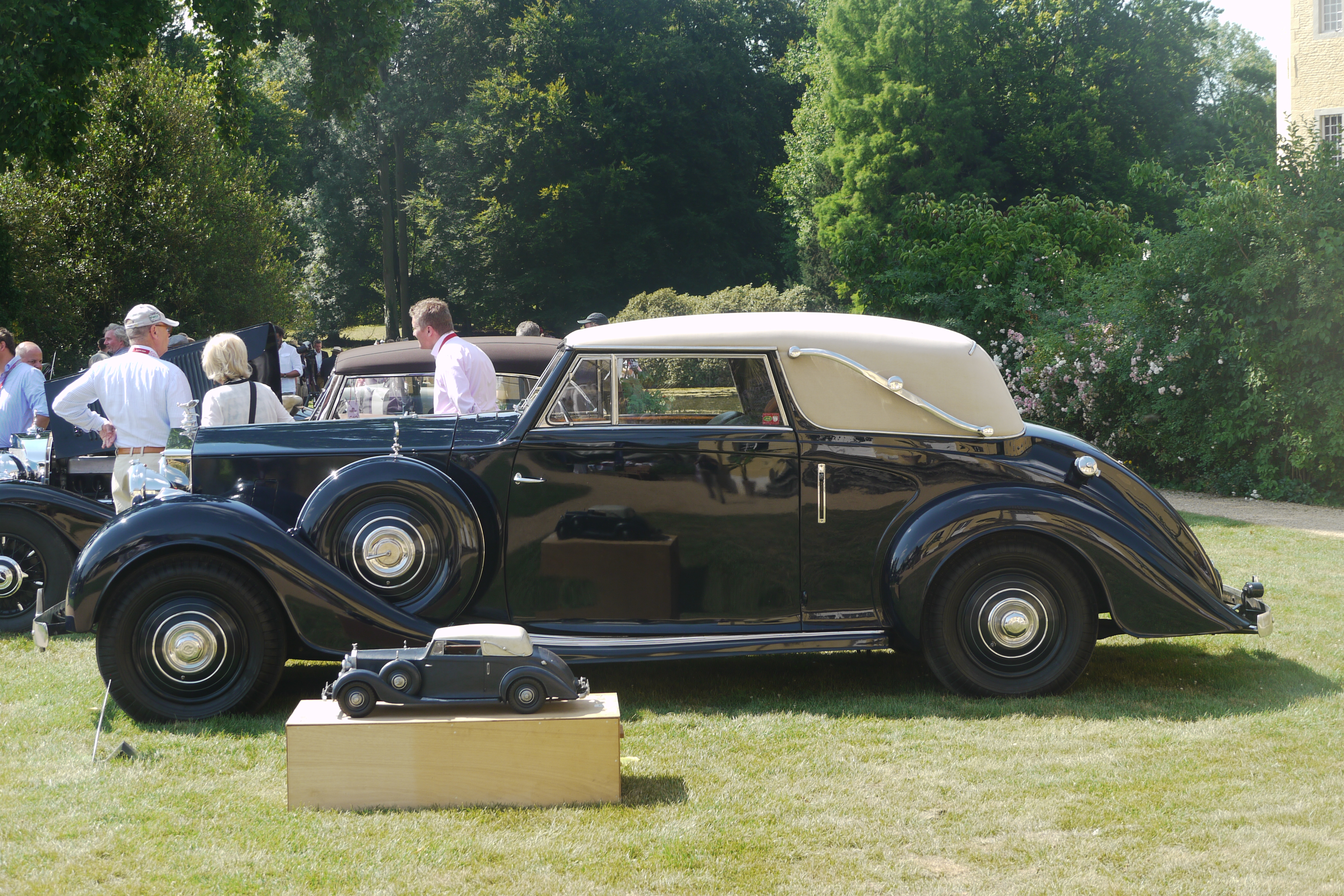
2. Platz bei den Classic Days 2013

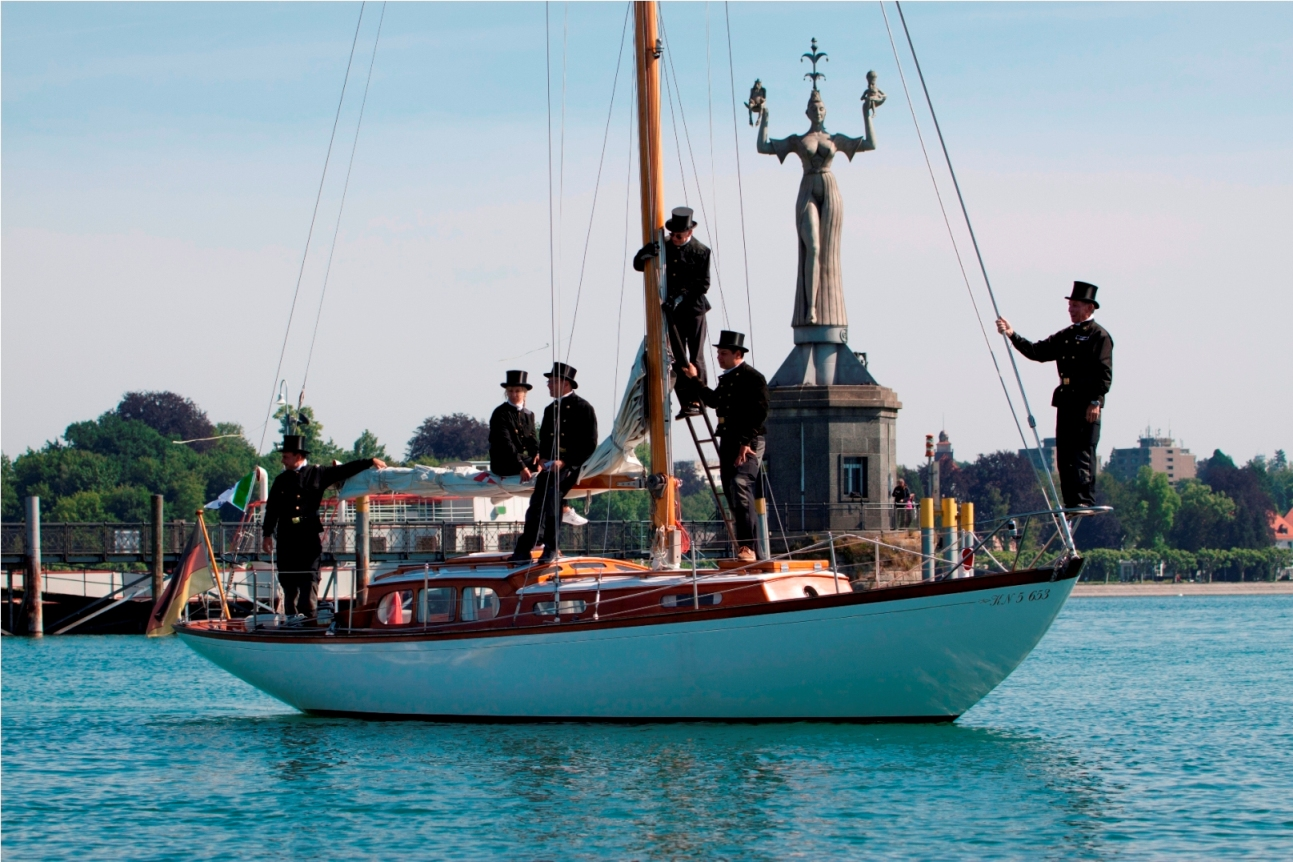
Impression vom Concours d’Élégance Internationale Bodenseewoche (2011)

Ein Concours d’Élégance ist ein Treffen von Besitzern in der Regel höchstwertiger, im Bestzustand befindlicher historischer Automobile, bei denen die Oldtimer in einem Wettbewerb um Zustand, Originalität, Schönheit und oft auch Historie bewertet werden. Einer dieser Concours findet alljährlich in Pebble Beach, Kalifornien, statt. Ein weiterer Concours findet in Oberitalien statt, der Concorso d’Eleganza Villa d’Este am Comer See.

## Die wichtigsten Veranstaltungen

### Deutschland
Der erste Concours d’Elégance Deutschlands fand 2001 im Schlosspark Schwetzingen statt und sollte das Gegenstück zu Pebble Beach werden. Seitdem wird dort regelmäßig ein Concours d’Elégance, meistens am ersten September-Wochenende, unter dem Namen „Classic-Gala Schwetzingen“ ausgerichtet.
In Deutschland findet seit 2004 jährlich am ersten oder zweiten Juniwochenende ein Concours d’Élégance in der höchsten FIVA Kategorie A in der Nähe von Stuttgart im Park des Residenzschlosses Ludwigsburg (Blühendes Barock) statt. Dabei wird „Retro Classics meets Barock“ vom Organisationspartner der Stuttgarter Oldtimer-Messe Retro Classics veranstaltet. 2009 besuchten 26.000 Menschen diesen Concours d’Elegance. Ab dem Jahr 2019 zog dieser Concours d’Elegance an den Tegernsee (Bayern) um.
Seit 2006 findet in Nordrhein-Westfalen, 2022 erstmals in Düsseldorf, im Rahmen eines internationalen Klassiker- und Motorfestivals Classic Days der Concours d’Élegance „Jewels in the Park“ der FIVA Kategorie A statt. Auf der historischen Orangerie-Halbinsel präsentieren sich die Fahrzeuge im 70 Hektar großen englischen Landschaftspark – angelegt von Thomas Blaikie in den Jahren 1820–1835. In den Classic Days werden ausgesuchte 45 Fahrzeuge – hauptsächlich aus der Zeit des Coachbuilding und Prototypenbaus – von einer namhaften Jury bewertet. In der Jury der Veranstaltung 2010 waren zum Beispiel als Juroren vertreten: Jutta Benz, Caroline Bugatti, Johann Tomforde, Manfred Gotta, Paolo Tuminelli, FIVA-Präsident Horst Brüning und FIVA-Experte Dominik Fischlin. Den Concours „Jewels in the Park“ besuchten 39.800 Zuschauer im fünften Jubiläums-Jahr 2010.
Seit 2009 wird der Concours d’Elégance der „Schloss Bensberg Classics“ durchgeführt, ebenfalls ein FIVA-A-gewerteter Wettbewerb. Im Innenhof des barocken Schloss Bensberg präsentiert sich eine Auswahl von jeweils rund 40 klassischen Fahrzeugen, darunter auch zahlreiche Prototypen und Unikate. Den Vorsitz der Jury hat Dr.-Ing. Franz-Josef Paefgen, ehemaliger Vorstandsvorsitzender von Bentley Motors und Präsident der Bugatti Automobiles S.A.S. und Generalbevollmächtigter der Volkswagen AG für Motorsport und Forschung. Mitglieder der elfköpfigen Jury des Concours d’Elégance der Schloss Bensberg Classics 2016 waren u. a. Sandra Button, Präsidentin des Pebble Beach Concours d’Elégance, Automobildesigner Dr. Andrea Zagato oder Renn-Legende Jacky Ickx.

### Schweiz

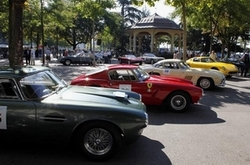
Impression vom Concours d’Élégance Bürkliplatz (2011)

In der Schweiz findet seit 2003 jährlich der «Concours d’Élégance Bürkliplatz-Zürich» statt. Im Herzen von Zürich, rund um den Musik-Pavillon des Bürkliplatz, stellen sich etwa 90 historische Fahrzeuge, darunter Raritäten aus Schweizer Manufakturen und Einzelstücke bekannter Carrossiers, einer namhaften Jury, einem Presse-Gremium und einem kritischen Publikum zur Bewertung. Der Schönheitswettbewerb findet mitten in der Woche statt und ist für die Stadt Zürich ein veritabler Publikumsmagnet.

### Vereinigte Staaten von Amerika
In den USA finden alljährlich mehrere Concours d’Elegance statt. Die renommiertesten Veranstaltungen sind im März der Amelia Island Concours d’Elegance auf Amelia Island (Florida), im Juli der Concours d’Elegance of America in Plymouth (Michigan) und im August der Pebble Beach Concours d’Elegance in Pebble Beach (Kalifornien).

### Weitere Länder
Inzwischen wird in immer mehr Ländern das mobile Kulturgut geachtet und in Wettbewerben bewertet, so 2009 auch in Kanada und 2008 erstmals in Indien, wobei in der ehemaligen britischen Kolonie historische Automobile aus Großbritannien antraten.

## Klassische Segelyachten
Seit 2009 gibt es auch einen Concours d’Élégance klassischer Segelyachten, der jährlich im Rahmen der Internationalen Bodenseewoche in Konstanz stattfindet. Die teilweise über 100 Jahre alten Holzsegelyachten, darunter Raritäten aus Mahagoni und Einzelanfertigungen, präsentieren die Vielfalt und die technischen Entwicklungen im Segelsport. Eine Jury und das Publikum bewerten die Präsentationsfahrt im Konstanzer Hafen.